# Rex Harrison
Sir Rex Harrison (született: Reginald Carey "Rex" Harrison, Huyton, Lancashire, 1908. március 5. – New York, 1990. június 8.) Oscar- és Golden Globe-díjas angol színpadi és filmszínész.

## Fiatalkora
Harrison a Derry House-ban született (Huyton, Lancashire), Edith Mary (született Carey) és William Reginald Harrison gyapot bróker fiaként. A Liverpool College-n tanult. A gyerekkori kanyaró után Harrison elvesztette a bal szemében a látása nagy részét. Harrison 1924-ben kezdte pályafutását a színpadon. Színészi pályafutása a II. világháború alatt megszakadt a Royal Air Force szolgálata miatt, ahol elérte a Repülési Hadnagy rangot. Majd Hollywoodba költözött. 1990. május 11-ig különböző színpadi produkciókat folytatott.

## Pályafutása
1963-ban a Kleopátra című filmben Julius Caesar alakításáért Oscar-díjra jelölték. Ismertebb partnerei Elizabeth Taylor és Richard Burton voltak. Pályafutását legmeghatározóbb és egyben hatalmas sikert arató szerepe Henry Higgins professzor volt a My Fair Ladyben. Ennek megformálásáért a legjobb férfi főszereplőnek járó Oscar-, valamint Golden Globe-díját vehette át.

## Magánélete

### Házasságai
- Colette Thomas, 1934–1942 (elvált); egy fia született: Noel Harrison színész és énekes, (1934. január 29. – 2013. október 19.)
- Lilli Palmer, 1943–1957 (elvált); Egy fia: Carey Harrison regényíró és drámaíró
- Kay Kendall, 1957–1959 (Kay halála)
- Rachel Roberts, 1962–1971 (elvált)
- Elizabeth Harris, 1971–1975 (elvált); három gyermek: Damian Harris, Jared Harris és Jamie Harris
- Mercia Tinker, 1978–1990 (Harrison haláláig)

### Egészsége és halála
Az 1982-es A Time to Die című film elkészítése után visszavonult a filmezéstől, és folytatta színészi karrierjét a Broadway-n és a West Enden, annak ellenére, hogy élete végén glaukómával, fogfájdalmakkal és egyre romló emlékezetkieséssel küzdött.
Hasnyálmirigy-rákban halt meg Manhattanben, 1990. június 2-án, 82 éves korában.
Nem sokkal korábban diagnosztizálták nála a betegséget.
Halála után elhamvasztották, és hamvai egy részét Portofino-ban, a többit pedig második felesége, Lilli Palmer sírjában, a Forest Lawn Memorial Parkban helyezték el, a kaliforniai Glendale-ben.

## Kitüntetései és öröksége
Önéletrajza, a Rex 1975-ben jelent meg, négy évvel később verseskötetet adott ki. Bár 1974-ben a magas adók miatt elköltözött Angliából, 1989. július 25-én a Buckingham-palotában II. Erzsébet brit királynő lovaggá ütötte.
Rex Harrison két csillaggal is rendelkezik a Hollywood Walk of Fame-n, a Hollywood Boulevard 6906-os szám alatt, a filmekhez való hozzájárulásokért, a másik pedig a 6380-as szám alatt a televízióhoz való hozzájárulásáért. Harrison szintén tagja az Amerikai Színház Hall of Fame-nek. 1979-ben vették fel.
A My Fair Lady Broadway-n és filmes verzióin egyaránt viselt, gyapjúsapkával való kapcsolata miatt a headware stílusát gyakran nevezték "The Rex Harrison"-nak.

## Filmjei

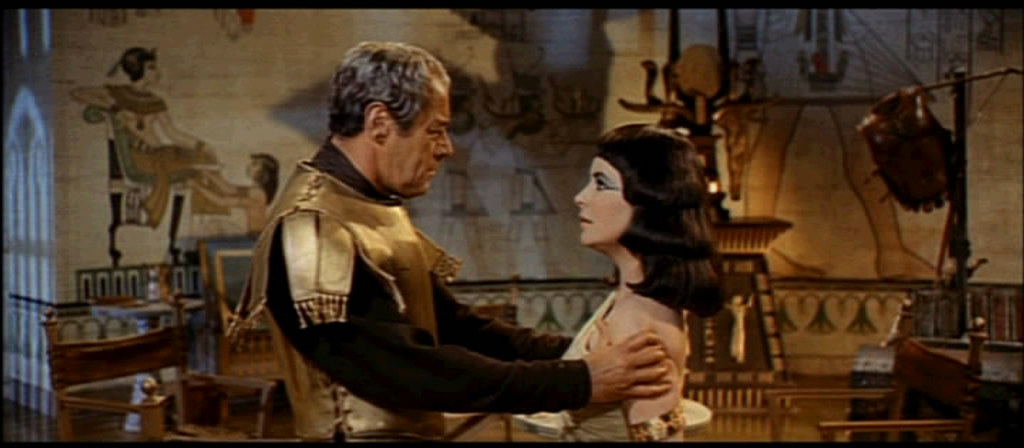
Elizabeth Taylorral a Kleopátra (1963) című filmben

- 1938 – Réztábla a kapu alatt (The Citadel)  … Dr. Lawford
- 1940 – Éjszakai vonat Münchenbe (Night Train to Munich) … Gus Bennett
- 1944 – Vidám kísértet (Blithe Spirit) … Charles Condomine
- 1946 – Anna és a sziámi király (Anna and the King of Siam) … Mongkut király
- 1952 – The Four Poster … John
- 1960 – Éjféli csipke (Midnight Lace) … Anthony Preston
- 1963 – Kleopátra (Cleopatra) … Julius Caesar
- 1964 – My Fair Lady … Henry Higgins professzor
- 1964 – A sárga Rolls-Royce (The Yellow Rolls-Royce)
- 1965 – Agónia és eksztázis (The Agony and the Ecstasy) … II. Gyula pápa
- 1967 – Dr. Dolittle (Doctor Dolittle)
- 1967 – Rókamese (The Honey Pot) … Cecil Sheridan Fox
- 1978 – Koldus és királyfi (The Prince and the Pauper) … Norfolk hercege
- 1979 – Az ötödik muskétás (The Fifth Musketeer)… Colbert
- 1979 – Ashanti … Brian Walker
- 1986 – Anasztázia (Anastasia: The Mystery of Anna) … Kirill Romanov nagyherceg

## Díjak és jelölések
Oscar-díj
- díj: legjobb férfi főszereplő: - My Fair Lady (1965)
- jelölés: legjobb férfi főszereplő: - Kleopátra (1964)

Golden Globe-díj
- díj: legjobb férfi főszereplő: - My Fair Lady (1965)

BAFTA-díj
- jelölés: legjobb férfi főszereplő: - My Fair Lady (1965)

## Fordítás
Ez a szócikk részben vagy egészben  a   Rex Harrison című angol Wikipédia-szócikk fordításán alapul.  Az eredeti cikk szerkesztőit annak laptörténete sorolja fel. Ez a jelzés csupán a megfogalmazás eredetét és a szerzői jogokat jelzi, nem szolgál a cikkben szereplő információk forrásmegjelöléseként.